# عاموس دي شاليط
عاموس دي شاليط (بالعبرية: עמוס דה-שליט‏) (29 سبتمبر 1926 - 2 سبتمبر 1969 ) عالم فيزياء نووية إسرائيلي.
في عام 1965 حصل على جائزة إسرائيل في العلوم الدقيقة، بالاشتراك مع زميله البروفيسور إيغال تالمي،  لعملهما في «نموذج الصدفة» في الفيزياء النووية.

## سيرة شخصية
ولد عاموس دي شاليط في القدس في فلسطين تحت الانتداب البريطاين (إسرائيل الحالية). نشأ في تل أبيب وتخرج من مدرسة بلفور. وفي عام 1949 حصل دي شاليط على درجة الماجستير في الفيزياء من الجامعة العبرية في القدس تحت إشراف جوليو ركه.
وخلال حرب فلسطين 1948 خدم في فيلق العلوم في الجيش الإسرائيلي. وكتب دي شاليط وزملاؤه رسالة إلى رئيس الوزراء الإسرائيلي ديفيد بن غوريون لتوضيح الأهمية الحيوية للفيزياء النووية لمستقبل إسرائيل. في عام 1951 حصل على الدكتوراه من المعهد الفدرالي للتكنولوجيا في زيوريخ في سويسرا.
توفي دي شاليط قبل عيد ميلاده الثالث والأربعين بسبب التهاب البنكرياس الحاد. وكان متزوجا من نحاما. وابناهما: إيهود وأفنير وهما بروفيسوران في الرياضيات والعلوم السياسية على التوالي، في الجامعة العبرية في القدس.
وشقيقة دي شاليط هي تامار، وكانت متزوجة من آرثر غولدريتش.

## مسيرته الأكاديمية والعلمية
من 1952 إلى 1954 كان زميلًا باحثًا في جامعة برينستون ومعهد ماساتشوستس للتكنولوجيا في الولايات المتحدة الأمريكية. وعمل لفترة قصيرة في معهد ساكلاي للأبحاث الذرية في فرنسا.
في عام 1954، طُلب من دي شاليط إنشاء قسم الفيزياء النووية في معهد وايزمان للعلوم، وترأسه لمدة عشر سنوات. أثناء عمله في معهد فايتسمان، عمل أيضًا مستشارًا لوزارة الدفاع الإسرائيلية.
في عامي 1957 و1958 أمضى شاليط سنة في مختبر سيرن كزميل في مؤسسة فورد.
من عام 1961 إلى عام 1963، شغل دي شاليط منصب مدير العلوم في معهد وايزمان، ومن عام 1966 إلى عام 1969، شغل منصب المدير العام للمعهد.

## الجوائز والتقدير
- في عام 1962 تم انتخاب دي شاليط كعضو في الأكاديمية الإسرائيلية للعلوم والإنسانيات.
- في عام 1965 حصل على جائزة إسرائيل في العلوم الدقيقة، بالاشتراك مع زميله البروفيسور إيغال تالمي، [4] لعملهما في «نموذج الصدفة» في الفيزياء النووية.
- سميت باسمه مدرسة دي شاليط الثانوية، وكذلك مدرستين ثانويتين صغيرتين باسمه في رحوفوت.
- في عام 1974، وبالتعاون مع معهد وايزمان، تم تأسيس «مؤسسة عاموس دي شاليط» لتعزيز الوعي بالدور المهم للعلم بين الشباب الإسرائيلي، وتم إطلاق «برنامج مدرسة عاموس دي شاليط الصيفية» باسمه.[7]

## الأعمال المنشورة
- نظرية القشرة النووية - بالاشتراك مع إيغال تالمي (1963) - مطبعة أكاديمية، (أعيد طبعه من قبل منشورات دوفر)
- الفيزياء النووية النظرية.